# RV & AV Excelsior in het seizoen 1971/72
Het seizoen 1971/1972 was het 18e jaar in het bestaan van de Rotterdamse betaaldvoetbalclub Excelsior. De club kwam uit in de Eredivisie en eindigde daarin op de 15e plaats. Tevens deed de club mee aan het toernooi om de KNVB Beker, hierin werd in de kwartfinale verloren van Volendam (0–1).

## Wedstrijdstatistieken

### Eredivisie
|       | FC Den Bosch '67 | Ajax  | DWS   | Feyenoord | Go Ahead | FC Groningen | FC Den Haag-ADO | MVV   | NAC   | N.E.C. | PSV   | Sparta | Telstar | FC Twente '65 | FC Utrecht | Vitesse | Volendam |
| ----- | ---------------- | ----- | ----- | --------- | -------- | ------------ | --------------- | ----- | ----- | ------ | ----- | ------ | ------- | ------------- | ---------- | ------- | -------- |
| Thuis | 0 – 4            | 0 – 0 | 0 – 2 | 0 – 1     | 0 – 2    | 1 – 1        | 1 – 1           | 1 – 1 | 1 – 1 | 2 – 1  | 0 – 3 | 0 – 0  | 0 – 1   | 0 – 0         | 2 – 4      | 0 – 0   | 1 – 0    |
| Uit   | 1 – 0            | 0 – 0 | 1 – 0 | 1 – 1     | 1 – 0    | 2 – 3        | 3 – 0           | 3 – 0 | 0 – 0 | 1 – 0  | 1 – 2 | 5 – 1  | 1 – 1   | 3 – 0         | 6 – 1      | 1 – 0   | 1 – 0    |

### KNVB Beker
| 1e ronde                                              | Willem II                               | 1 – 2 (1 – 1) | Excelsior                                 |
| 9 januari 1972 Plaats: Tilburg Gemeentelijk Sportpark | Ad Verdonschot 25'                      |               | 38' Rien van der Vaart 59' Aad den Butter |
| 2e ronde                                              | Excelsior                               | 3 – 0 (1 – 0) | Haarlem                                   |
| 13 februari 1972 Plaats: Rotterdam Woudestein         | Wim Meutstege 12', 60' Hans Bassant 53' |               |                                           |
| Kwartfinale                                           | Volendam                                | 1 – 0 (1 – 0) | Excelsior                                 |
| 1 april 1972 Plaats: Volendam Julianaweg              | Klaas Zwarthoed 30'                     |               |                                           |

## Statistieken Excelsior 1971/1972

### Eindstand Excelsior in de Nederlandse Eredivisie 1971 / 1972
| Stand | Gespeeld | Gewonnen | Gelijk | Verloren | Punten | Doelpunten voor | Doelpunten tegen |
| ----- | -------- | -------- | ------ | -------- | ------ | --------------- | ---------------- |
| 15e   | 34       | 4        | 12     | 18       | 20     | 18              | 53               |

### Topscorers
| #      | Naam                  | Goal |
| ------ | --------------------- | ---- |
| 1.     | Jan Coenen            | 8    |
| 2.     | Reinier van der Vaart | 4    |
| 3.     | Hans Bassant          | 3    |
| 4.     | Thijs Libregts        | 2    |
| 5.     | Frans van der Heide   | 1    |
| Totaal | Totaal                | 18   |

| #      | Naam               | Goal |
| ------ | ------------------ | ---- |
| 1.     | Wim Meutstege      | 2    |
| 2.     | Hans Bassant       | 1    |
| 2.     | Aad den Butter     | 1    |
| 2.     | Rien van der Vaart | 1    |
| Totaal | Totaal             | 5    |

## Voetnoten
Ajax ·
FC Den Bosch '67 ·
DWS ·
Excelsior ·
Feyenoord ·
Go Ahead Eagles ·
FC Groningen ·
FC Den Haag-ADO ·
MVV ·
NAC ·
N.E.C. ·
PSV ·
Sparta ·
Telstar ·
FC Twente '65 ·
FC Utrecht ·
Vitesse ·
Volendam